# Gørløse Station
Gørløse Station er en dansk jernbanestation i Gørløse. Den blev åbnet i 1950 i forbindelse med Frederiksværkbanens ændrede linjeføring dette år.
Stationsbygningen nedrevet Oktober 2012 det skete i forbindelse med en udvidelse af omfartsvejen og med udvidet 15 minutters busdrift til og fra Gørløse.